# بارتال
بارتال (به آلمانی: Bahretal) یک شهر در آلمان است که در زکزیشه شوایتس-اوسترتسگبیرگه واقع شده‌است. بارتال ۲٬۳۷۶ نفر جمعیت دارد.